# Cromínia
Cromínia este un oraș în Goiás (GO), Brazilia.